# Montebello (metrostation)
Het metrostation Montebello is een station van metrolijn 2 van de metro van Rijsel, gelegen in de wijk Wazemmes van de stad Rijsel. De naam van dit station komt van de Boulevard Montebello waar het metrostation zich onder bevindt.
Dit metrostation is bijzonder doordat de twee perrons van de metrostations (de ene richting Saint-Philibert en de andere richting C.H. Dron) niet vanuit een centrale etage bereikbaar zijn. Men moet voor beide richtingen een andere ingang van het metrostation nemen.
In de muren van de perrons van het metrostation Montebello bevinden zich ter decoratie een aantal aquaria met een grote verscheidenheid aan vissen.